# 福島原子力人材開発センター
福島原子力人材開発センター（ふくしまげんしりょくじんざいかいはつセンター）とは東京電力が原子力関係保修技術者の養成、訓練を目的に設置した組織、施設である。活動拠点を福島県に所在する原子力発電所に置き、保有施設は社外の下請業者にも使用している。

## 概要
1978年（1977年8月とする報道もある）に福島第一原子力発電所内に設置された。
主な目的は被曝軽減の3原則を作業に織り込むため、作業者の熟練化を促進することにある。『原子力の周辺』ではCRD（制御棒駆動装置）の交換作業訓練が紹介されている。この作業は東芝系列の作業員10数名でチームを組み、訓練所内に設置された実物大模型にて実施していた。作業場である原子炉圧力容器の底面とその下の足場の間は1.5mしかなく、CRDを固定する8本のボルトをレンチで外している。2号機を例にとるとCRDは137本あり、1回の定期検査で約30本を交換しているという。
なお、同訓練所は原子力訓練センターに改称、1982年度より施設を大幅に拡充（約2倍）した。1982年に新設されたのは2棟で、放射線計測、超音波探傷機器を設備し、完成は1983年9月を予定し、保修に使用する特殊工具の開発拠点として計画した。
本施設は1982年に福島第二原子力発電所が運転を開始した後同発電所構内にも拠点を持つ。また日本原子力技術協会による保全技量認定指定試験組織の一つである。2005年10月「福島原子力人材開発センター」に改組した。

## 訓練内容
研修は集合研修の形で、社内外より講師を選任して机上講義、実技訓練を実施する。同センターで実施している技能訓練は『エネルギーレビュー』1996年5月号によると下記のようになっている。
| 設備           | 設備                                                                                               | 訓練項目                                                                         |
| -------------- | -------------------------------------------------------------------------------------------------- | -------------------------------------------------------------------------------- |
| 原子炉模擬設備 | ・圧力容器及び原子炉ウェル ・燃料取替機 ・炉内構造物各種                                           | ・燃料取替作業 ・制御棒取替作業 ・LPRM取替作業 ・ジェットポンプ ・その他炉内作業 |
| 原子炉模擬設備 | ・圧力容器ペデスタル ・CRD、CRD交換プラットフォーム ・SRM、IRM駆動機構 ・CRD洗浄分解水槽、作業架台 | ・CRD取外、取付作業 ・CRD分解、組立作業 ・SRM、IRM駆動機構点検作業 他            |
| 機械関係設備   | ・各種ポンプ                                                                                       | ・ポンプ分解、点検、手入れ、センタリング、試運転                                 |
| 機械関係設備   | ・各種弁                                                                                           | ・弁分解、点検、手入れ、ディスクシート摺合せ、グランドパッキン取替               |
| 機械関係設備   | ・原子炉再循環ポンプメカニカルシール                                                               | ・メカニカルシール取替、分解組立、漏洩率、耐圧試験                               |
| 機械関係設備   | ・非破壊検査設備                                                                                   | ・非破壊検査                                                                     |
| 機械関係設備   | ・溶接機                                                                                           | ・溶接機取扱い                                                                   |
| 電気・計装設備 | ・屋内形高圧閉鎖配電盤                                                                             | ・遮断器の構造、分解点検及び機能試験                                             |
| 電気・計装設備 | ・480Vパワーセンター                                                                               | ・遮断器の構造、分解点検及び機能試験                                             |
| 電気・計装設備 | ・電動機                                                                                           | ・電動機の構造、分解点検及び機能試験                                             |
| 電気・計装設備 | ・静止型無停電電源装置(CVCF)                                                                       | ・CVCF機能試験                                                                   |
| 電気・計装設備 | ・ブラシモックアップ装置                                                                           | ・ブラシの取替                                                                   |
| 電気・計装設備 | ・発電機保護継電器盤                                                                               | ・継電器特性試験、校正                                                           |
| 電気・計装設備 | ・電気油圧式タービン制御(EHC)盤                                                                    | ・タービン制御系特性試験、基板調整                                               |
| 電気・計装設備 | ・タービン監視装置                                                                                 | ・タービン監視計器の点検、校正                                                   |
| 電気・計装設備 | ・中性子計装盤                                                                                     | ・中性子計装系特性試験、基板調整                                                 |
| 電気・計装設備 | ・タービン監視装置                                                                                 | ・タービン監視計器の点検、校正                                                   |
| 電気・計装設備 | ・中性子計装盤                                                                                     | ・中性子計装系特性試験、基板調整                                                 |
| 電気・計装設備 | ・給水制御盤                                                                                       | ・給水制御系特性試験、演算器点検、校正                                           |
| 電気・計装設備 | ・シーケンス、コントローラ盤                                                                       | ・ロジックローダー取扱い、プログラム作成、変更                                   |
| 電気・計装設備 | ・計装ラック                                                                                       | ・計装器点検、校正                                                               |
| 電気・計装設備 | ・分析計ラック                                                                                     | ・分解、点検、校正                                                               |
| 放射線関係設備 | ・放射線計器(サーベイメータ)                                                                       | ・計測器の取扱い、分解、点検、校正                                               |
| 放射線関係設備 | ・全面マスク、セルフエアーセット、フードマスク                                                     | ・各マスクの適用基準と取扱い                                                     |
| 放射線関係設備 | ・水質測定機器（導電率計、蛍光光度計、分光光度計、pH計）                                           | ・水質測定器の取扱い                                                             |
| 放射線関係設備 | ・モニタリングポスト                                                                               | ・モニタリングポストの構造、取扱い                                               |